# Horace Hood
Pour les articles homonymes, voir Amiral Hood et Hood.
Horace Hood, né le 2 octobre 1870 à Londres et mort le 31 mai 1916, fut un contre-amiral britannique durant la Première Guerre mondiale.

## Biographie
Il commande la Dover Patrol à sa création.
Il participa à la bataille du Jutland commandant la 3e escadre de croiseurs de bataille. Il y mourut ainsi que tout son équipage à part six hommes. L'Invincible, son bateau, fut coupé net en deux par une bordée de 305 mm.